# Saint-Étienne-de-Mer-Morte
Saint-Etienne-de-Mer-Morte – miejscowość i gmina we Francji, w regionie Kraj Loary, w departamencie Loara Atlantycka.
Według danych na rok 2010 gminę zamieszkiwały 1483 osoby, a gęstość zaludnienia wynosiła 54 osoby/km².